# Liebster Immanuel, Herzog der Frommen, BWV 123

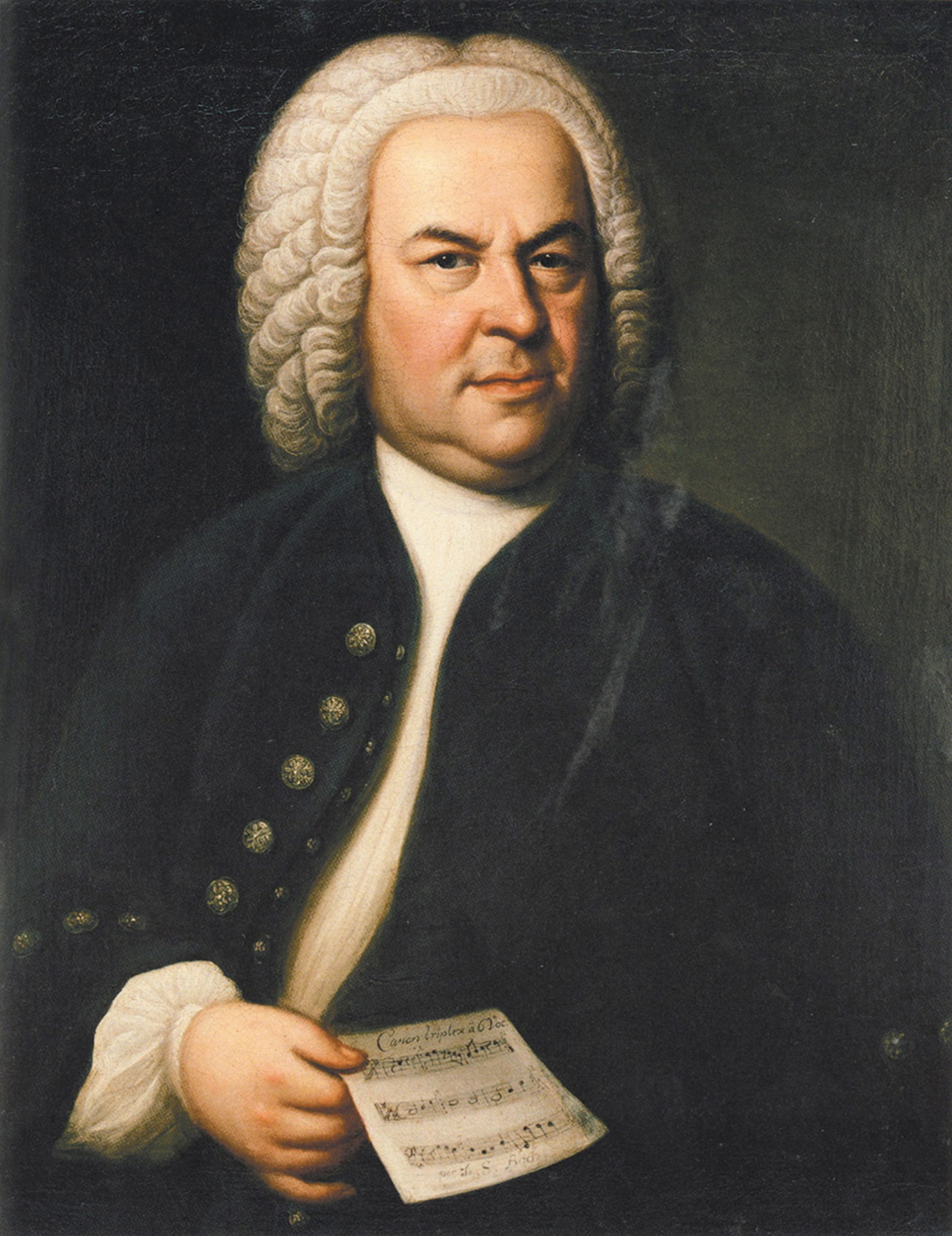
Johann Sebastian Bach, compositor de la cantata.

Liebster Immanuel, Herzog der Frommen, BWV 123 (Queridísimo Emmanuel, duque de los piadosos) es una cantata de iglesia de Johann Sebastian Bach. Compuso esta cantata coral en Leipzig para la Epifanía y la interpretó por primera vez el 6 de enero de 1725. Está basada en un himno de 1679 de Ahasverus Fritsch.

## Historia y texto

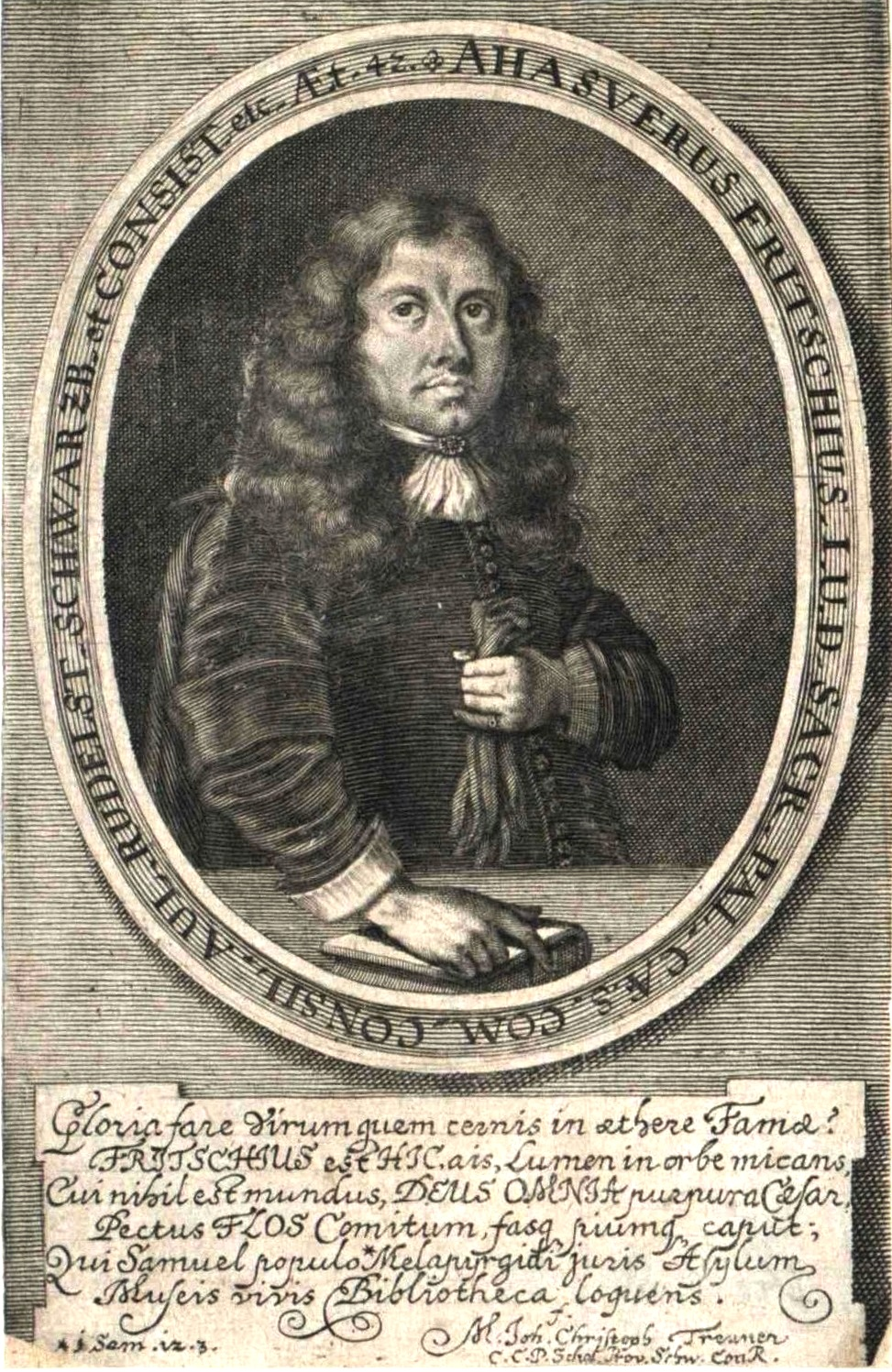
El texto se basa en el himno de 1679 de Ahasverus Fritsch.

Bach escribió la cantata coral en su segundo año en Leipzig para concluir un conjunto de cantatas navideñas en la Fiesta de la Epifanía. Las lecturas prescritas para el día de la fiesta se tomaron del Libro de Isaías, los paganos se convertirán (Isaías 60:1-6), y del Evangelio de Mateo, los Reyes Magos de Oriente traen obsequios de oro, incienso y mirra al Jesús recién nacido (Mateo 2:1-12). El texto de la cantata se basa en la coral en seis estancias de 1679 de Ahasverus Fritsch. El poeta desconocido mantuvo la primera y la última estancia y parafraseó las estrofas interiores en una secuencia de recitativos y arias. El texto no tiene una referencia específica a las lecturas, pero menciona el término Jesusname (nombre de Jesús), que recuerda el nombramiento de Jesús celebrado el 1 de enero. El poeta inserta «Heil und Licht» (salvación y luz) como una probable referencia a la Epifanía, y alude a la Navidad por «Jesús, der ins Fleisch gekommen» (Jesús que se hizo carne). Por el contrario, el texto de la cantata sigue la idea del coral: el odio y el rechazo en el mundo no pueden dañar a los que creen.
Bach interpretó la cantata por primera vez el 6 de enero de 1725.

## Partitura y estructura
La cantata consta de seis movimientos y está compuesta para tres solistas vocales (alto, tenor y bajo), un coro de cuatro voces, dos flautas traveseras, dos oboes de amor, dos violines, viola y bajo continuo.
1. Coro: Liebster Immanuel, Herzog der Frommen
2. Recitativo (alto): Die Himmelssüßigkeit, der Auserwählten Lust
3. Aria (tenor): Auch die harte Kreuzesreise
4. Recitativo (bajo): Kein Höllenfeind kann mich verschlingen
5. Aria (bajo): Laß, o Welt, mich aus Verachtung
6. Coral: Drum fahrt nur immer hin, ihr Eitelkeiten

## Música
En el coro de apertura Bach utilizó el comienzo de la melodía coral como motivo instrumental, primero en una larga introducción, luego como contrapunto a las voces. La soprano canta el cantus firmus. Las voces más bajas se establecen principalmente en homofonía con dos excepciones. El texto «Komme nur bald» (próximamente) se traduce en muchas llamadas en las voces más bajas. El texto de la última línea lo canta primero el bajo sobre la melodía de la primera línea, que imitan el alto y el tenor al canto de la soprano sobre la melodía de la última línea, logrando así una conexión de inicio y final del movimiento. Los instrumentos de viento-madera prominentes, dos flautas y dos oboes de amor, y el tiempo de 9
8 crean un ambiente pastoral.
El aria tenor, acompañada de dos oboes de amor, habla de «harte Kreuzesreise» (duro viaje de la Cruz), ilustrado por un ritornello cromático de cuatro compases en constante modulación. Christoph Wolff denomina al material «extrañas figuras cromáticas melódicas». Cuando el ritornello vuelve a aparecer al final de la primera sección, es más tranquilo en las melodías, con el tema cromático en el bajo continuo, quizás porque el cantante asegura que no tiene miedo. En la sección central, las tormentas se representan allegro en «exuberante trabajo de pasaje» de la voz, calmando a adagio «Heil und Licht», la referencia a la Epifanía.
John Eliot Gardiner, quien interpretó la Bach Cantata Pilgrimage en la iglesia de San Nicolás (Nikolaikirche) de Leipzig, denominó al aria de bajo como «una de las arias más solitarias que Bach haya escrito». La voz sólo va acompañada de una única flauta y un bajo continuo staccato. Gardiner compara la flauta con «algún ángel guardián consolador».
La cantata se cierra con una insólita coral a cuatro voces. El Abgesang de la forma bar se repite, la repetición marcada como piano. Probablemente, la razón sea el texto que termina con «bis man mich einsten legt ins Grab hinein» (hasta que un día soy sepultado). Alfred Dürr también nota esos finales suaves en las primeras cantatas de Bach Gottes Zeit ist die allerbeste Zeit, BWV 106 y Gott, wie dein Name, so ist auch dein Ruhm, BWV 171, pero también en Also hat Gott die Welt geliebt, BWV 68.

## Grabaciones
- Die Bach Kantate Vol. 21, Helmuth Rilling, Gächinger Kantorei, Bach-Collegium Stuttgart, Helen Watts, Adalbert Kraus, Philippe Huttenlocher, Hänssler 1980
- J. S. Bach: Das Kantatenwerk – Sacred Cantatas Vol. 7, Nikolaus Harnoncourt, Tölzer Knabenchor, Concentus Musicus Wien, soloist of the Tölzer Knabenchor, Kurt Equiluz, Robert Holl, Teldec 1982
- Bach Edition Vol. 3 – Cantatas Vol. 1, Pieter Jan Leusink, Holland Boys Choir, Netherlands Bach Collegium, Sytse Buwalda, Knut Schoch, Bas Ramselaar, Brilliant Classics 1999
- Bach Cantatas Vol. 18: Berlin / Weimar/Leipzig/Hamburg / For Christmas Day & for Epiphany / For the 1st Sunday after Epiphany, John Eliot Gardiner, Monteverdi Choir, English Baroque Soloists, Sally Bruce-Payne, James Gilchrist, Peter Harvey, Soli Deo Gloria 2000
- J. S. Bach: Complete Cantatas Vol. 14, Ton Koopman, Amsterdam Baroque Orchestra & Choir, Franziska Gottwald, Paul Agnew, Klaus Mertens, Antoine Marchand 2000
- J. S. Bach: Cantatas Vol. 32, Masaaki Suzuki, Bach Collegium Japan, Andreas Weller, Peter Kooy, BIS 2005
- Bach: Cantates pour la Nativité / Intégrale des cantates sacrées Vol. 4, Eric J. Milnes, Montréal Baroque, Monika Mauch, Matthew White, Charles Daniels, Harry van der Kamp, ATMA Classique 2007